# هرمیت (دهانه)
هرمیت یک دهانه برخوردی در ماه‌ است.

## دهانه‌های اقماری
این دهانه ۱ دهانه اقماری دارد.
| Hermite | عرض جغرافیایی | طول جغرافیایی | قطر          |
| ------- | ------------- | ------------- | ------------ |
| A       | ۸۷.۸° N       | ۴۷.۱° W       | ۲۰.۰ کیلومتر |